# Hakkyu Kim
Hakkyu Kim é um desenvolvedor coreano de jogos eletrônicos.
Conhecido como o "pai dos jogos onlines coreanos",[carece de fontes?] contribuiu em jogos como Lychnis, Lars the Wanderer. Atuou como CEO da Gravity Corporation, onde iniciou o desenvolvimento do MMORPG Ragnarok Online e Arcturus, mas devido à restrições da mesma, Hakkyu Kim deixou a companhia em 2002, e fundou a sua própria, IMCgames, onde teria liberdade de trabalhar da forma que quisesse. Desde então passou a desenvolver o MMORPG Granado Espada, no qual ele considera o "jogo de seus sonhos".[carece de fontes?]